# Сквозняк
Сквозняк — сквозной поток воздуха, возникающий через отверстия в помещении. Сквозняк может исходить из форточки, из щели в окне, двери, стены, потолка, розетки. Даже люстра на потолке может стать причиной сквозняка.
В словаре Ожегова сквозняк толкуется как сквозной ветер или сквозная струя воздуха.
У многих людей сквозняк вызывает дискомфорт. Наличие сквозняка в доме зимой может приводить к значительным расходам энергии на отопление.

## Сквозняк и простуда
Сам по себе сквозняк не вызывает простудные заболевания (хотя существует выражение: «Просквозило»), однако может способствовать их появлению (при достаточно высокой разнице температур).
Сквозняк (непрерывное проветривание) уменьшает риск заражения вирусными простудными заболеваниями, что продемонстрировали исследователи на примере вируса SARS-COV-2.

## Сквозняки и отделочные работы
Сквозняки являются одной из основных причин некачественной поклейки обоев. Согласно СНиП 3.04.01-87. Изоляционные и отделочные покрытия, «при производстве обойных работ помещения до полной просушки обоев необходимо предохранять от сквозняков и прямого воздействия солнечных лучей с установлением постоянного влажностного режима». Согласно тому же документу, «сквозняки в помещении не допускаются» при укладке многих видов напольных покрытий.